# Cilandak (onderdistrict)
Cilandak is een onderdistrict (kecamatan) van de stadsgemeente Jakarta Selatan (Zuid-Jakarta) in de provincie Jakarta, Indonesië.

## Verdere onderverdeling
Het onderdistrict Cilandak is verdeeld in 5 kelurahan:

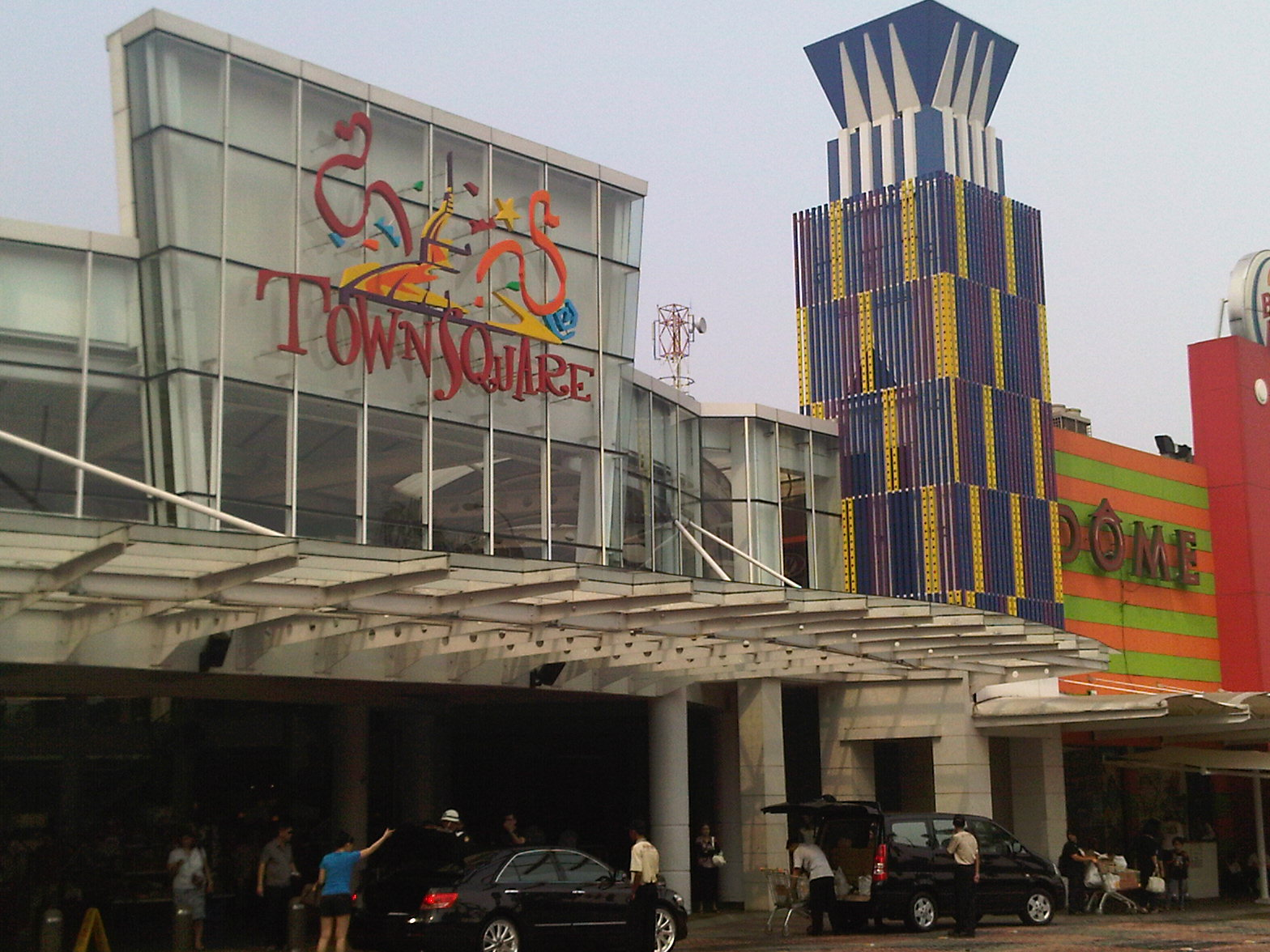
Cilandak Town Square, Cilandak

1. Cipete Selatan - postcode 12410
2. Gandaria Selatan - postcode 12420
3. Cilandak Barat - postcode 12430
4. Lebak Bulus - postcode 12440
5. Pondok Labu - postcode 12450